# Trošmarija
 Trošmarija  falu Horvátországban, Károlyváros megyében. Közigazgatásilag Ogulinhoz tartozik.

## Fekvése
Károlyvárostól 29 km-re délnyugatra, községközpontjától 8 km-re északkeletre a Dobra bal partján, az A1-es autópálya mellett fekszik.

## Története
A régészeti leletek tanúsága szerint ezen a helyen már a vaskorban jelentős település állt. Ezt igazolja az a kelta temető, melybe a japod törzs tagjai temetkeztek egykoron és ahonnan számos lelet került elő a római uralmat megelőző évszázadokból. A település eredetileg az autópálya túloldalán fekvő, ma Bosiljevo községhez tartozó Otok na Dobri területének része volt. Mai nevét a „Maria Trost” (Vigasztaló Mária) német szavakból kapta. Középkori temploma a mai plébániatemplomtól háromszáz méterre délre az egykori temetőben állt, de ezt a 15. században elpusztította a török. A mai templomot 1755-ben szentelte fel Juraj Ćolić püspök. 1766-ban presbitériummal bővítették. A templom évszázadok óta búcsújáróhely, ahová nagy számú hívő szokott elzarándokolni. Az ide zarándokolóknak a teljes búcsút VI. Piusz pápa 1793. szeptember 26-án kibocsátott engedélye biztosítja. A múltban évente három zarándoklatot vezettek ide. Ma fő búcsúnapját Sarlós Boldogasszony ünnepén rendezik szentmisével és a Lourdes-barlanghoz vezető keresztúttal. A plébánia épülete 1943-ban tűzvészben leégett, az újat 1964-ben építették.
A falunak 1857-ben 319, 1910-ben 314 lakosa volt. Trianonig Modrus-Fiume vármegye Ogulini járásához tartozott. A közigazgatás 1994-es átszervezésekor ide csatolták Munjasi, Lugani, Mirići, Bartolovići, Lipošćaki és Meštrovići településeket. 2011-ben a falunak 123 lakosa volt.

## Lakosság
| Lakosság változása | Lakosság változása | Lakosság változása | Lakosság változása | Lakosság változása | Lakosság változása | Lakosság változása | Lakosság változása | Lakosság változása | Lakosság változása | Lakosság változása | Lakosság változása | Lakosság változása | Lakosság változása | Lakosság változása | Lakosság változása |
| ------------------ | ------------------ | ------------------ | ------------------ | ------------------ | ------------------ | ------------------ | ------------------ | ------------------ | ------------------ | ------------------ | ------------------ | ------------------ | ------------------ | ------------------ | ------------------ |
| 1857               | 1869               | 1880               | 1890               | 1900               | 1910               | 1921               | 1931               | 1948               | 1953               | 1961               | 1971               | 1981               | 1991               | 2001               | 2011               |
| 319                | 0                  | 0                  | 588                | 539                | 314                | 302                | 505                | 512                | 492                | 407                | 299                | 262                | 165                | 130                | 123                |

## Nevezetességei
- A Vigasztaló Szűzanya tiszteletére szentelt plébániatemploma[4] 1755-ben épült barokk stílusban, 1766-ban bővítették. 2000-ben teljesen megújították. A bejárat a kórus alatt a zömök harangtornyon át nyílik. A főoltáron áll a Szűzanya kegyszobra, karjában a kis Jézussal. Két oldalán Szent Péter és Szent Pál apostolok szobrai. A hajóban balra Szent József, jobbra Szent Anna oltára látható. Mennyezetfreskói a négy evangélistát ábrázolják. A kisebb magaslaton álló templom alatt található a Lourdes-i barlang, ahova a templomtól keresztút vezet.
- A Donja, vagy más néven Gojacka Dobra és kis mellékvize a Ribnjak patak itt mély kanyont vájt ki . Vizét a HE Lešće vízierőmű működtetésére duzzasztják. A mély folyómeder felett két újabb híd ível át, egyik az Ogulin-Bosiljevo főút, a másik az A1-es autópálya számára épült.